# Vlad Filat
Vlad Filat (* 6. května 1969, Lăpușna, Moldavská sovětská socialistická republika, Sovětský svaz) je moldavský politik, od roku 2009 do roku 2013 předseda vlády.

## Vzdělání
Vlad Filat vystudoval v letech právnickou fakultu na Univerzitě Alexandru-Ioan-Cuza v Iași v Rumunsku.

## Politická kariéra
Od března do listopadu 1999 byl ministrem moldavské vlády, od roku 2000 je předsedou Demokratické strany Moldavska. Po parlamentních volbách v dubnu 2009 se spolu s ostatními opozičními předáky podílel na protestech proti průběhu volebního klání, s nimiž dal dohromady po opakovaných volbách v červenci téhož roku těsnou parlamentní většinu. Nově zvoleným prozatímním prezidentem Mihaiem Ghimpuem byl navržen na funkci premiéra, což parlament následně potvrdil. Na rozdíl od doposud vládnoucí komunistické strany se chce více věnovat integraci země do evropských struktur.
Od 28. do 30. prosince 2010 zastával post prozatímního prezidenta země.

## Vyznamenání
- Řád republiky – Moldavsko, 2013 – udělil prezident Nicolae Timofti[1]
- Prezidentský řád znamenitosti – Gruzie, 2013 – udělil prezident Michail Saakašvili[2]
- velkokříž Řádu za věrné služby – Rumunsko, 25. listopadu 2014 – udělil prezident Traian Băsescu[3]